# Пјесма само о њој
Пјесма само о њој је други албум Халида Бешлића. Издат је 1982. године. Издавачка кућа је Дискотон.

## Песме
1. Пјесма само о њој
2. До љубави твоје ми је стало
3. Та је жена варала ме
4. Само с тобом лијепо ми је
5. Домовино, у срцу те носимо
6. Волим те, нека свако зна
7. Зашто су ти очи тужне
8. Успомено, успомено